# Editorial EMECÉ
Editorial EMECÉ és una editorial pertanyent al Grup Planeta que publica sobretot narrativa als països americans, amb autors de diversos orígens. Creada el 1939 a l'Argentina, va ser absorbida pel conglomerat barceloní en 2002, però ha mantingut gran part del seu catàleg i funcionament independent, com altres segells del grup.
Alguns dels autors més venuts de l'editorial són Mario Benedetti, Adolfo Bioy Casares, Alberto Manguel, Camus i Borges. L'editorial s'encarrega de la distribució a Sud-amèrica d'obres d'altres editorials de Planeta amb seu a Espanya, com Seix Barral.